# Campeonato nacional de Estados Unidos 1942
Lista de los campeones del Campeonato nacional de Estados Unidos de tenis de 1942:

## Senior

### Individuales masculinos
Ted Schroeder vence a  Frank Parker, 8–6, 7–5, 3–6, 4–6, 6–2

### Individuales femeninos
Pauline Betz vence a  Louise Brough Clapp, 4–6, 6–1, 6–4

### Dobles masculinos
Gardnar Mulloy /  Bill Talbert vencen a  Ted Schroeder /  Sidney Wood, 9–7, 7–5, 6–1

### Dobles femeninos
Louise Brough /  Margaret Osborne vencen a  Pauline Betz /  Doris Hart, 2–6, 7–5, 6–0

### Dobles mixto
Margaret Osborne /  Bill Talbert vencen a  Patricia Todd /  Alejo Russell, 3–6, 6–1, 6–4
| Predecesor: 1941 | Campeonato nacional de Estados Unidos 1942 | Sucesor: 1943 |
| Predecesor: -    | Grand Slam 1942                            | Sucesor: -    |

- Datos: Q2410639